# Преемственность Мухаммеда
Преемственность Мухаммеда — центральный вопрос, расколовший раннее мусульманское общество в первом веке истории ислама на несколько школ и течений, наиболее заметными из которых являются шиизм и суннизм. Шииты считают, что единственными возможными преемниками пророка на посту главы мусульманской общины являются зять Мухаммеда, Али ибн Абу Талиб и его потомки. Сунниты же настаивают на законности избрания халифом Абу Бакра ас-Сиддика.

## Историография
Большая часть ранней истории ислама передавалась устно до наступления периода правления династии Аббасидов. Среди исторических трудов более данного времени, а также среди более поздних работ можно выделить традиционные биографии пророка Мухаммеда и приписываемые ему цитаты, которые предоставляют дополнительную информацию о его жизни. Самая ранняя из сохранившихся биографий пророка — это «Сират расуль Аллах» («Жизнь посланника Аллаха») Ибн Исхака, скончавшегося в 761 или 767 году. Хотя оригинальная работа утеряна, её части дошли до нас в редакциях египетского филолога Ибн Хишама под названием «Книга жития посланника аллаха» («Китаб сират расуль аллах») и ат-Табари как часть его работы Та’рих Ар-Русул Ва-л-Мулук («История пророков и царей»). Хотя наряду с ценной информацией в сочинении Ибн Исхака есть много вымысла и легенд, историки согласны с тем, что она даёт много новой информации о раннем халифате. Исследования Йозефа Шахта и Игнаца Гольдциера побудили учёных провести грань между правовыми и историческими традициями. Согласно Монтгомери Уотту, хотя правовые традиции могли быть изобретены заново, исторический материал должен был быть подвержен в первую очередь тенденциозному формированию, а не изобретению.
Второй важный источник информации о ранней истории ислама — это сборники хадисов, записей традиций и изречений пророка Мухаммеда. Их развитие — важный элемент первых трёх веков исламской истории. В связи с тем, что они были написаны значительно позже смерти пророка, ранние западные учёные не доверяли им и считали вымыслом. Итальянский востоковед и исламовед начала XX века Леоне Каэтани считал приписывание сообщений и высказываний Ибн Аббасу и жене Мухаммеда Аише в основном вымыслом и больше доверял сведениям ранних арабских историков, таких как Ибн Исхак. Немецко-американский исламовед Вильферд Маделунг считает, что не избирательное игнорирование, что не вошло в «ранние источники», — неправильный подход. Вместо этого он подходит к ним в контексте сравнения с данными историков.
Единственным источником о событиях той эпохи, написанным в годы мусульманской экспансии является «Китаб ас-Сакифа» шиита Сулейма ибн Кайса — сборник хадисов и исторических отчётов первого века исламского летоисчисления. Он достаточно подробно повествует о событиях тех лет, в том числе и о вопросе преемственности. Однако ранее относительно надёжности этого источника существовали сомнения, поскольку ряд историков и исламоведов полагал, что данная работа на деле была написана позднее, учитывая, что её самое раннее упоминание в других работах датируется XI веком.

## Преемственность Мухаммеда в Коране
Коран, как центральный религиозный текст ислама, прямо не определяет наследника пророка. Однако при этом он подчёркивает важность сохранения уз кровного родства, что может иметь отношение к обсуждению преемственности. Одним из примеров такого напутствия является 20 аят суры 20 (Ан-Нахль), в котором говорится: «Воистину, Аллах повелевает блюсти справедливость, делать добро и одаривать родственников. Он запрещает мерзости, предосудительные деяния и бесчинства. Он увещевает вас, — быть может, вы помяните назидание».
С вопросом о преемственности также связано видное положение в Коране семей прошлых пророков. В частности потомки пророков в священном тексте становятся  их духовными и материальными наследниками. В Коране неоднократно описывается, как прошлые пророки молились о божественной милости для своих родственников и получали её. Например, после того, как Ибрахим успешно выполнил свою божественную миссию, Аллах в 124 аяте 2 суры (аль-Бакара) предлагает ему следующий обмен: «Он [Аллах] сказал [Ибрахиму]: „Я сделаю тебя предводителем людей“ Ибрахим (Авраам) сказал [Аллаху]: „И из моего потомства“. Аллах сказал [Ибрахиму]: „Мой завет не коснётся беззаконников“» То есть, согласно Корану, обещание Аллаха распространялось на всех правоверных потомков Ибрахима, включая Мухаммеда. Фактически, от Ноя до Иисуса все пророки израильтян были из одной семьи.
В Коране неоднократно подчёркивается высокий статус самого Мухаммеда ровно как и предыдущих пророков. Например, «стих очищения» (33 аят 33 суры, «аль-Ахзаб») обещает полностью очистить родственников и других близких Мухаммеда от скверны. Другим примером является стих о вилаяте (55 аят 5 суры, «аль-Маида»), в котором упоминаются верующие и которые, согласно шиитскому и ряду суннитских толкований, относятся к двоюродному брату и зятю Мухаммеда Али ибн Абу Талибу. Однако при этом арабское слово «вали» имеет несколько значений. В этом стихе шииты толкуют его как «Господин» и «Покровитель», а сунниты — как «Друг».
По словам Вильферда Маделунга, поскольку Коран безусловно отражает взгляды Мухаммеда, он не мог видеть свою преемственность иначе, чем ранние исламские пророки, которые молились о божественном благословении для своих близких родственников в царстве, в правлении, в мудрости, в имамате и т. д.. По мнению Маделунга, достаточно очевиден тот факт, что «он не мог считать Абу Бакра ас-Сиддика своим естественным преемником и был бы явно недоволен его преемственностью», поскольку в Коране преемственность пророков определяется божественным отбором, а не консультацией. В частности Аллах всегда избирал приемников из семьи пророка вне зависимости от того, становились ли они пророками в дальнейшем.

## Преемственность Мухаммеда в хадисах

### Праздник Зуль-Ашира
Стих 26:214 («Прибереги своих родственников» или «Увещевай твою ближайшую родню») трактуется учёными исламоведами как напутствие Мухаммеду обратить в ислам своих родственников дабы они не оказались среди неверующих. Он был получен примерно через три года после его первого божественного откровения около 617 года от рождества Христова. Существует немало свидетельств того, что Мухаммед действительно пытался сделать это. Согласно одной из версий, он пригласил родственников на трапезу, позже получившую известность как «Праздник Зуль-Ашира». По версии Ибн Исхака, после еды Мухаммед рассказал родне об откровении, исламе и Коране и попросил их поддержки: «Кто поможет мне в этом предприятии как не мой брат, душеприказчик и преемник?». Единственным родственником, что предложил руку помощи Мухаммеду, стал самый молодой член семейства, его двоюродный брат Али ибн Абу Талиб. В ответ Мухаммед положил руку на его плечо и произнёс: «Это Али, мой брат, душеприказчик и преемник. Слушайте его и слушайтесь его».
Это заявление было встречено насмешками со стороны Абу Лахаба, дяди пророка Мухаммеда и убеждённого политеиста. После этого события гости разошлись. В то же время некоторые источники, например Ахмад ибн Ханбаль, заявляют, что Мухаммеда на собрании не поддержал никто из родственников. Однако имя Али фигурирует в хадисах многих авторов, и примечательно раннее назначение Али преемником пророка Мухаммеда. В частности некоторые авторы приписывают рассказ об этом событии самому Али. Наконец, связь этого события со стихом из Корана, по мнению ряда авторов, предполагает как его подлинность, так и возможность «божественного разрешения» проблемы наследования.

### Ас-Суюти
В своём «Тарик аль Хулафа» («История халифов»), Джалалуддин ас-Суюти собрал ряд повествований, которые подтверждают мнение о том, что Мухаммед не называл своего преемника. В одном из них, например, утверждается, что Али сделал следующее заявление: «О люди. Воистину, апостол Аллаха [Мухаммад] ничего не передал нам в отношении той власти, чтобы мы могли по собственному усмотрению утвердить и назначить Абу Бакра». Согласно другому повествованию, когда у Али спросили, хочет ли он назвать своего кандидата в халифы, он ответил: «Апостол Аллаха никого не назначал. Почему я должен это делать?».
Однако эти утверждения, по мнению учёных, противоречат совокупности свидетельств, свидетельствующих о том, что Али открыто заявлял о своём предполагаемом праве наследовать Мухаммеду. По словам исламоведа С. Джафри, Али считал несправедливым тот факт, что его лишили права руководить исламской общиной. Среди аргументов приводятся свидетельства из хадисов, что он сам рассказывал о случившемся на празднике Зуль-Ашира. В качестве другого примера, приводится история, что через годы после смерти пророка Мухаммеда, Али сослался на событие в Гадир Хумме как аргумент в защиту своих прав на халифат. Точно также в своей знаменитой проповеди Шакшакия Али подчеркнул, что Абу Бакр и Умар установили халифат для себя, хотя они знали, что Али был законным преемником пророка. Также есть свидетельства, говорящие о том, что третий халиф, когда его спросили, собирается ли он назвать своего преемника ответил, что если он выдвинет свою кандидатуру, то «пойдёт по стопам» Абу Бакра, если никого не назовёт — то Мухаммеда.
Джафри к тому же предполагает, что ранние суннитские ученые — мухаддисы и историки — приложили все свои усилия в трудах, чтобы показать, что Али, Абу Бакр и Умар максимально поддерживали друг друга и были согласны с очерёдностью правления. Однако исламовед отмечает, что достаточно хорошо известно, что после смерти пророка Мухаммеда, Али не признавал власть Абу Бакра в течение как минимум шести месяцев. Де-факто до выборов первого халифа Али играл важную роль в жизни пророка и халифата, но после его смерти оказался в значительной степени изолирован от политической жизни.

### Хадис положения
Перед тем, как покинуть Медину для проведения длительной экспедиции в Табук в 630 году, пророк назначил Али своим управляющим в городе. После того, как распространились слухи об их ссоре, Мухаммед публично поддержал своего двоюродного брата, сказав: «Разве не доволен ты, Али, стоять передо мной как Харун перед Мусой? Ведь единственное исключение в том, что после меня не будет пророка». Согласно другим источникам, Мухаммед также добавил: «Мне не дозволено идти без твоего согласия быть моим преемником». По словам Ибн Хишама, слухи о ссорах распространялись в Медине «лицемерами».
Хадис положения предполагает, что Али занимает такое же положение в исламе, как Аарон (традиционно отождествляемый с Харуном) в иудаизме за исключением того, что Али не будет пророком после Мухаммеда. Помимо того, что в Коране Харун называется одним из главных исламских пророков, он отображается в тексте как брат Мусы и назначенный Аллахом его наследник и заместитель. В частности Аарон был оставлен Моисеем (традиционно отождествляется с Мусой) своим заместителем во главе израильтян, когда главный иудейский пророк поднялся на гору Синай.
Именно согласно этому хадису сторонники шиитского ислама считают, что Али должен обладать теми же правами, что и Харун за исключением пророчества. То есть с их точки зрения хадис предполагает, что:
1. Мухаммед считал Али своим назначенным Аллахом заместителем и вторым лицом в мусульманской общине[50];
2. Мухаммед считал Али своим братом[51], что подтверждается рядом других повествований, согласно которым, когда мусульмане объединились в братство и поклялись защищать друг друга после переселения в Медину, Мухаммед выбрал своим братом Али и провозгласил: «Ты мой брат и в этом мире, и в будущем»[52];
3. Мухаммед считал Али непогрешимым поскольку непогрешимыми должны быть все лидеры общины и непогрешимыми были прошлые пророки[50]. Это подтверждает и шиитское толкование стиха очищения➤ и хадис положения. При этом суннитами такое толкование оспаривается[53].

Таким образом, шиитский ислам считает Али назначенным Аллахом преемником Мухаммеда. Не меньшее значение здесь имеют божественные прерогативы, данные потомкам Аарона, включая слова Бога в Танахе: «Я даю ему [Аарону] Мой завет мира, и будет он ему и потомству его по нем заветом священства вечного, за то, что он показал ревность по Боге своем и заступил сынов Израилевых». Исламоведы сравнивают этот завет и божественную привилегию потомков Аарона с верой шиитов в то, что имамы унаследовали от него власть мудрость и право на власть. В Коране в целом часто повторяется данное Аллахом возвышение потомков пророков над остальными верующими.

### Гадир Хумм
Гадир Хумм стал последним местом, где Мухаммед выступил публично за три месяца до смерти. Там же он сделал своей последнее публичное заявление об Али. Однако окончательных суннитских записей слов Мухаммеда на сегодняшний день не сохранилось, хотя некоторые части его проповеди можно найти в более поздних хадисах. 18 марта 632, после прощального паломничества в Мекку по возвращении в Медину Мухаммед остановился в оазисе Гадир Хумм чтобы сделать заявление. Он приказал идущим впереди вернуться и ждать, пока не подойдут следующие паломники. После полуденной молитвы, во избежание жары для Мухаммеда построили специальный помост в тени.
Когда все собрались, Мухаммад произнёс свою проповедь. В ходе неё (а возможно, даже ранее в Мекке) он предупредил правоверных о своей скорой неминуемой смерти. В этой же проповеди он заявил, что оставляет им две близкие ему вещи — Коран и его Ахль аль-Байт, имея в виду своих близких родственников. Затем он предупредил мусульман: «Будьте осторожны в своём отношении к двум после меня: они никогда не разделятся, пока не будут представлены мне в день воскресения».